# Academia Colombiana de Ciencias Exactas, Físicas y Naturales
La Academia Colombiana de Ciencias Exactas, Físicas y Naturales (ACCEFyN) es una entidad colombiana encargada del desarrollo de las ciencias exactas, físicas y naturales en Colombia.

## Estructura
La dirección de la Academia está en manos de una Junta Directiva elegida individualmente por los miembros con derecho a voto, cada tres años. Sus integrantes pueden ser reelegidos en el cargo por máximo de dos veces consecutivas.
La Academia es Correspondiente de la Real Academia de Ciencias Exactas, Físicas y Naturales de Madrid. Es miembro del Consejo Internacional para la Ciencia (ICSU), la Unión Internacional de Historia y Filosofía de la Ciencia (IUHPS) y su División de Historia de la Ciencia (DHS). Además es promotora de varias uniones científicas en Latinoamérica y el Caribe.

## Historia[3]
Los antecedentes de la Academia se remontan a 1823, cuando el General Francisco de Paula Santander, creó la Comisión Científica Permanente mediante el decreto del 22 de julio de 1823 y protocolizada por decreto del 28 de julio de 1823. El gobierno republicano tenía como prioridad el desarrollo de la ciencia, la cultura y la educación. Se delegó a Francisco Antonio Zea para traer intelectuales extranjeros y así establecer un Museo de Ciencias Naturales, una Escuela de Minas y trabajar en armonía con la Universidad Central que Santander también creó, con sedes en Quito, Bogotá y Caracas. Entre los intelectuales extranjeros que se trajeron en aquella época se destacan el químico francés Jean Baptiste Boussingault y el químico, naturalista y geólogo peruano Mariano Eduardo de Rivero y Ustariz.
En 1826, Santander crea la Academia Nacional de Colombia, que integró a intelectuales como Vicente Azuero, Andrés Bello y José Félix de Restrepo.
En 1871, el presidente Eustorgio Salgar establece mediante el decreto del 30 de agosto una Academia de Ciencias naturales en la Universidad Nacional de Colombia con el objetivo de conservar el Museo de historia Natural y el fomento de trabajos que apoyen las ciencias físicas y naturales en el país.
En 1933, el presidente Enrique Olaya Herrera establece mediante la ley 34, la Academia de Ciencias Exactas, Físicas y Naturales de Colombia correspondiente a la Academia de Ciencias Exactas, Físicas y Naturales de Madrid como cuerpo consultivo del Gobierno Nacional.
En 1936, el presidente Alfonso López Pumarejo la declara oficialmente constituida en el decreto 1218.
En 1951, la Alcaldía Mayor de Bogotá otorgó a la Academia personería jurídica.
En 1997 fue inscrita ante la Cámara de Comercio de Bogotá como Academia Colombiana de Ciencias Exactas, Físicas y Naturales.

## Áreas de interés
Entre las áreas de interés de la Academia están: historia y filosofía de la ciencia, biología de la conservación, áreas protegidas, educación científica, mujeres en la ciencia, alcance de la ciencia y política científica.
Cada año, la Academia publica libros relacionados con la ciencia como libros científicos, libros de texto y material de divulgación. Su publicación principal es la Revista de la Academia Colombiana de Ciencias Exactas, Físicas y Naturales, la cual da a conocer artículos inéditos de investigación en las áreas de Ciencias físicas, Ciencias naturales, Ciencias de la tierra, Ciencias humanas, Ciencias biomédicas y ciencias químicas.